# Tern
Tern (ukr. Терн) – rzeka na Ukrainie, prawy dopływ Suły.
Rzeka płynie przez Nizinę Naddnieprzańską, długość rzeki wynosi 76 km, powierzchnia dorzecza – 885 km².